# Минское Море (платформа)
«Ми́нское Мо́ре» (бел. Мíнскае Мо́ра) — остановочный пункт электропоездов в Минском районе. Расположен на перегоне «Ждановичи — Ратомка» между станцией Ждановичи и станцией Ратомка.
Платформа расположена в деревне Качино. Недалеко от платформы находится Заславское водохранилище, также известного как Минское Море. Рядом с платформой проходит трасса P28, Минск — Молодечно, по которой ходят пригородные автобусы и маршрутки на Минск.

## В пути
- Время в пути[каком?] на пригородных электропоездах со всеми остановками около 24 минут.
- Время в пути[каком?] на электропоездах городских линий: примерно 20 минут.